# Sara Sugarman
Sara Sugarman, née le 13 octobre 1962 à Rhyl au Pays de Galles, est une réalisatrice, scénariste et actrice britannique. Elle a notamment dirigé Le Journal intime d'une future star (2004) et Annie-Mary à la folie ! (2001).

## Biographie
Sara Sugarman se marie en 1992 avec l'acteur David Thewlis. Le couple divorce en 1993. 

## Filmographie

### Comme réalisatrice
- 1996 : Valley Girls (court métrage)
- 1998 : Anthrakitis (court métrage)
- 1999 : Mad Cows
- 2001 : Annie-Mary à la folie ! (Very Annie Mary)
- 2004 : Le Journal intime d'une future star (Confessions of a Teenage Drama Queen)
- 2022 : Save the Cinema (en)
- date indéterminée : Midas Man (en)

### Comme actrice
- 1979 : Grange Hill (TV): Jessica Samuels
- 1980 : Juliet Bravo (TV): Lax
- 1981 : County Hall (TV): Belinda Marsh
- 1981 : Metal Mickey (TV): Jean
- 1982 : Busted (TV): Roxy
- 1982 : Radio Phoenix (TV): Tracey Baines
- 1983 : Jury (série télévisée) (TV): Jackie
- 1983 : Those Glory Glory Days (TV): Tony
- 1984 : Minder (TV): Zoe
- 1985 : Happy Families (TV): Novice Mary
- 1986 : Sid and Nancy: Abby National
- 1986 : Les Rescapés de Sobibor (TV): Naomi
- 1987 : Straight to Hell: Church
- 1988 : The Modern World: Ten Great Writers (TV): Nastasya
- 1988 : A Very Peculiar Practice (TV): Karen
- 1989 : Streetwise (TV): Angel
- 1989 : Dealers (film): Elana
- 1993 : Casualty (TV): Kath
- 1994 : The Bill (TV): Jenny Cooper
- 2015 : Under Milk Wood de Kevin Allen

### Comme scénariste
- 1999 : Mad Cows
- 2001 : Annie-Mary à la folie ! (TV) - (Very Annie Mary)